# Pulicomorpha coecum
Pulicomorpha coecum är en skalbaggsart som beskrevs av Mann 1924. Pulicomorpha coecum ingår i släktet Pulicomorpha och familjen kortvingar. Inga underarter finns listade i Catalogue of Life.